# 张晓 (1968年)
张晓（1968年11月—），四川通江人，中国人民解放军中将。国防大学军事指挥专业在职硕士生。
1988年毕业于张家口通信学院，分配到陆军第十三集团军，曾任集团军第18工兵团排长、政治处干事、宣传股股长，集团军政治部秘书群联处干事、副处长、处长，77193部队政治委员。2007年8月，任149师政治部主任。2009年9月，任十三集团军炮兵旅政治委员。2010年4月，调任西藏军区机械化步兵第54旅政治委员。2013年2月，升任西藏那曲军分区政治委员。同年12月，改任西藏山南军分区政治委员。2017年3月，升任陆军第七十一集团军政治工作部主任。2019年6月，升任陆军第七十九集团军政治委员。2023年9月，升任北部战区陆军政委。
2018年7月，晋升少将军衔。2023年9月，晋升中将军衔。